# Control Data 6600
Le Control Data 6600 est un super-ordinateur de la société américaine Control Data Corporation, produit à partir de 1964. Seymour Cray en a été le concepteur.

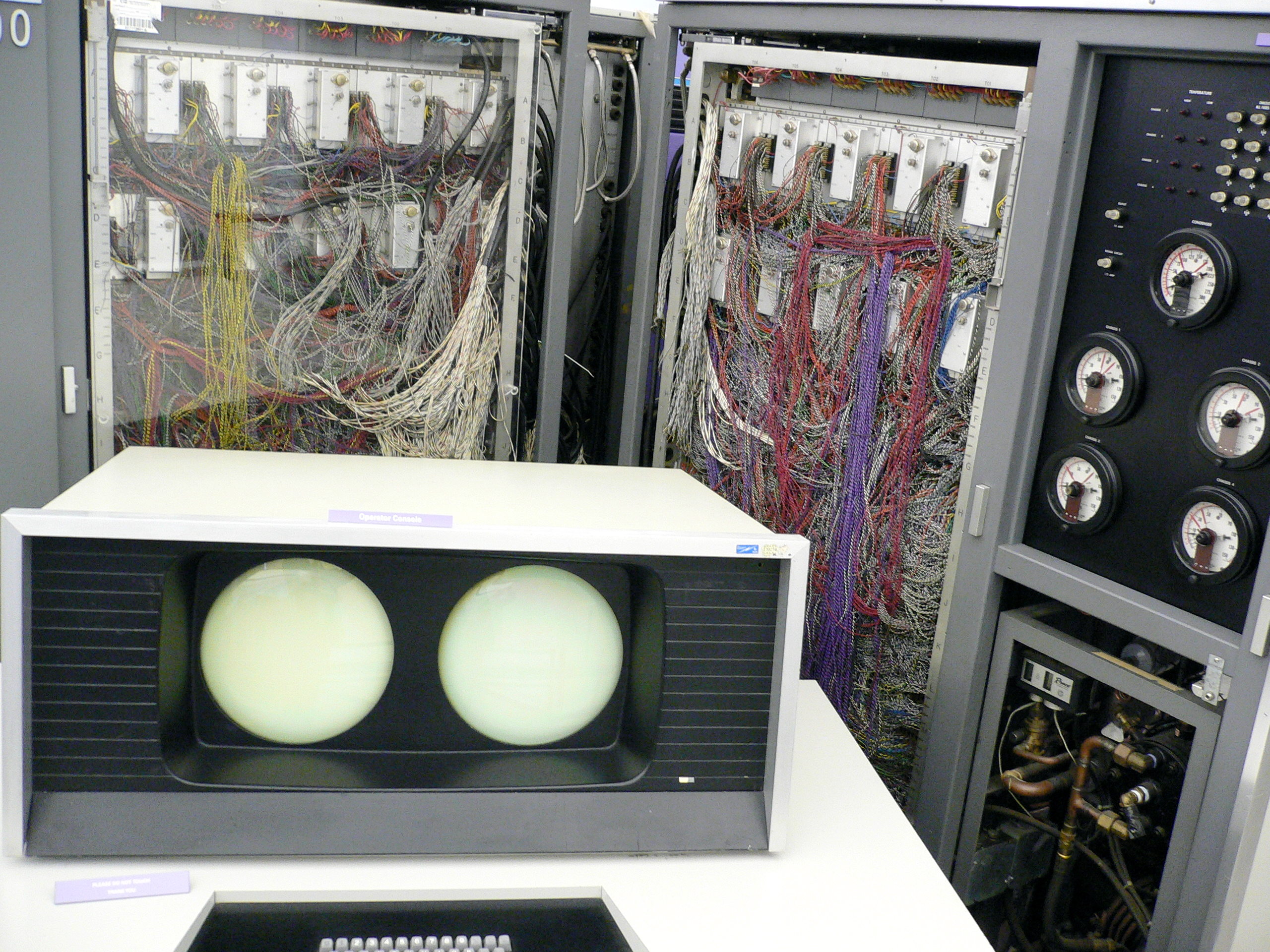
Photo du CDC 6600.

## Description
C'est le premier ordinateur utilisant un processeur multi-cœur superscalaire. Avec une puissance de calcul de 10 MIPS (dix millions d'instructions par seconde) et de 3,3 MFLOPS en addition/soustraction (un peu moins en multiplication/division), il a été l'ordinateur le plus puissant entre 1964 et 1969, date à laquelle il a été dépassé par son successeur, le CDC 7600.

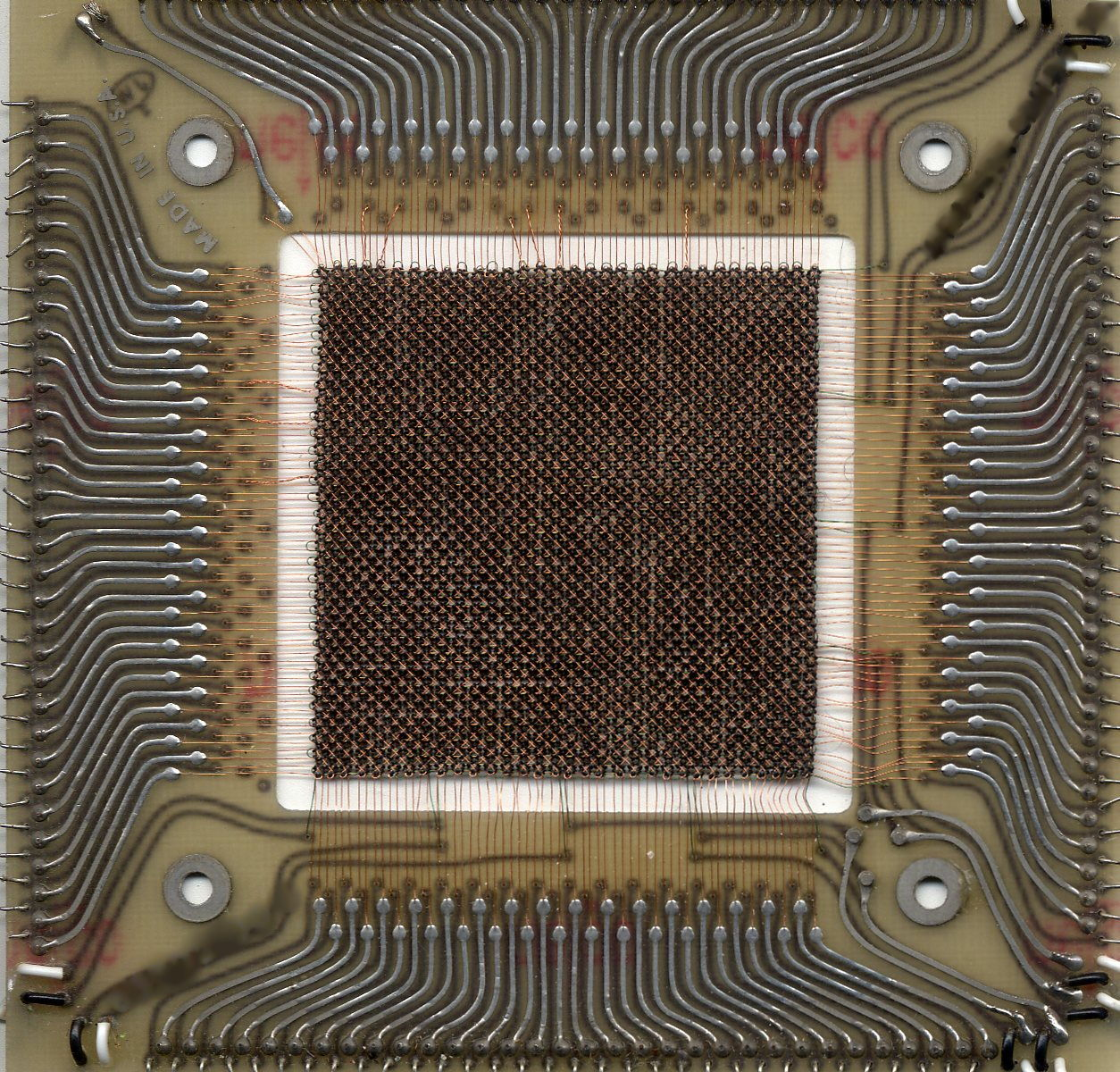
Composant mémoire d'un CDC 6600.

Sa mémoire était énorme pour l'époque : 131 000 mots de 60 bits, pas d'octet alors, mais dix caractères de six bits par mot qui pouvait contenir sept octets puisque 7*8=56 qui est inférieur à 60. Il était équipé de 500 000 transistors et coûtait 30 millions de francs français. 
Le président des États-Unis, John Fitzgerald Kennedy, signa à Moscou en 1963 un décret qui interdisait son exportation en France. Charles de Gaulle, par réaction, créa une industrie française des calculateurs électroniques en investissant 650 millions de francs français sur quatre années dans le regroupement des entreprises CITEC, CGE, SEA et SETI, filiale de la Compagnie des compteurs, ce qui se fit automatiquement par les deux premières.
Ce modèle a contribué au démarrage du marché des superordinateurs, et a été utilisé en particulier dans les laboratoires de recherche du Département de l'Énergie des États-Unis et du Laboratoire national de Los Alamos, sans oublier la NASA.
En France, tous les domaines scientifiques étaient peu ou prou équipés : l'aéronautique, l'énergie nucléaire, la Météo entre autres. Environ 50 exemplaires ont été vendus à travers le monde.
Niklaus Wirth et Urs Amman ont développé le premier compilateur Pascal sur le CDC 6400 (une variante du CDC 6600) de l'École polytechnique fédérale de Zurich.